# Yamaha XS
Bei der XS-Modellreihe handelt es sich um Motorradmodelle des japanischen Motorradherstellers Yamaha der Kategorie Naked Bike und Chopper. Das erste Motorrad dieser Modellreihe stellte Yamaha 1969 mit der XS 1 als erstes Yamaha-Motorrad mit Viertaktmotor vor. Die erste Baureihe ist 40 Jahre nach ihrem Start zum Motorradklassiker geworden. Zur ersten Baureihe kamen im Laufe der Zeit weitere hinzu, wobei teilweise auch die Typbezeichnung TX für nah verwandte Modelle genutzt wurde. Die Yamaha XS 750 wurde unter der Bezeichnung GX 750 als Prototyp vorgestellt. Die XS-Modellreihe wurde 1983 eingestellt. 2007 präsentierte Yamaha auf der Tokyo Motorshow einen Prototyp in der Tradition des ersten Modells, die Yamaha XS-V 1 Sakura.

Yamaha XS Modellreihe
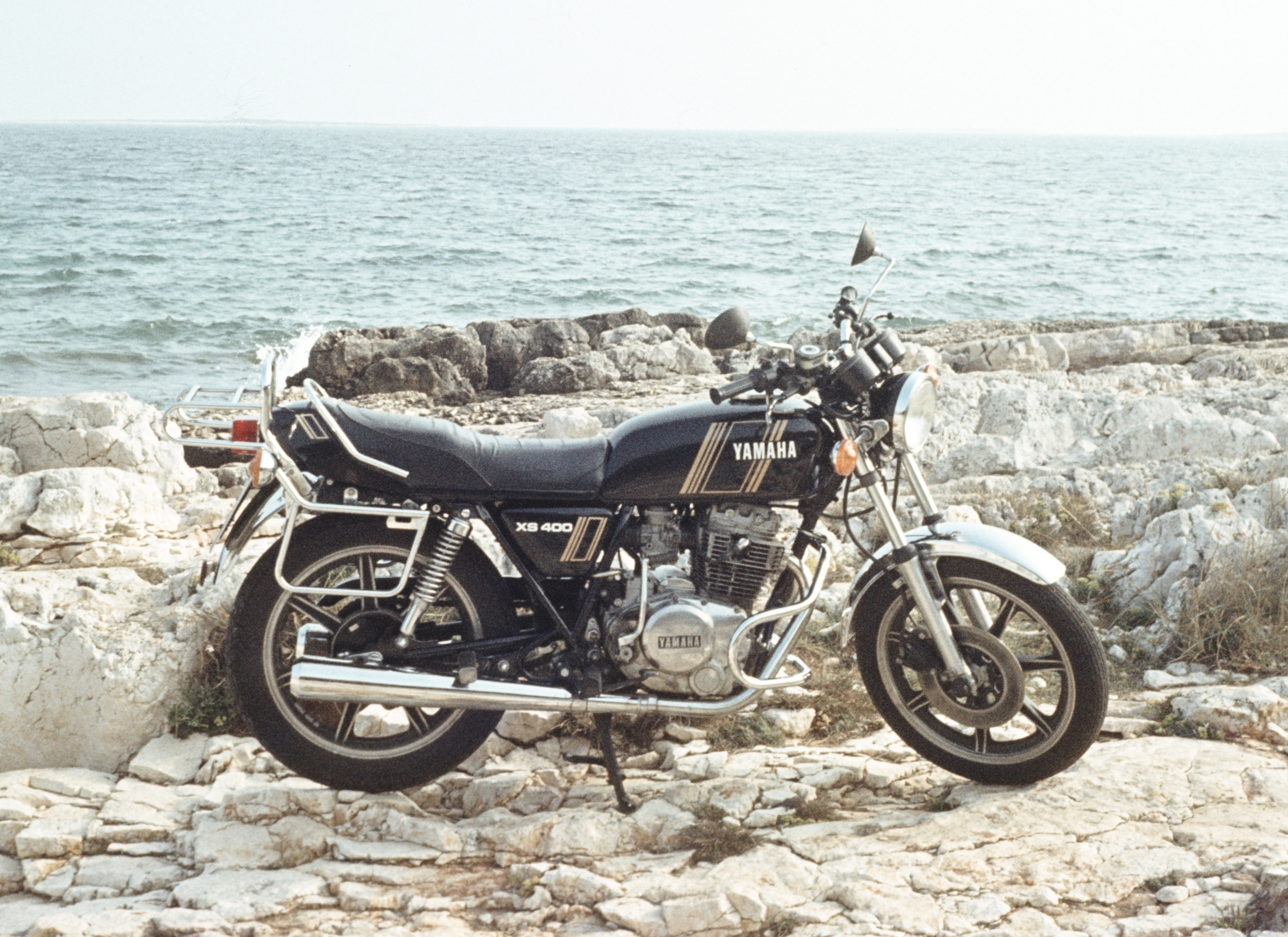
Yamaha XS 400
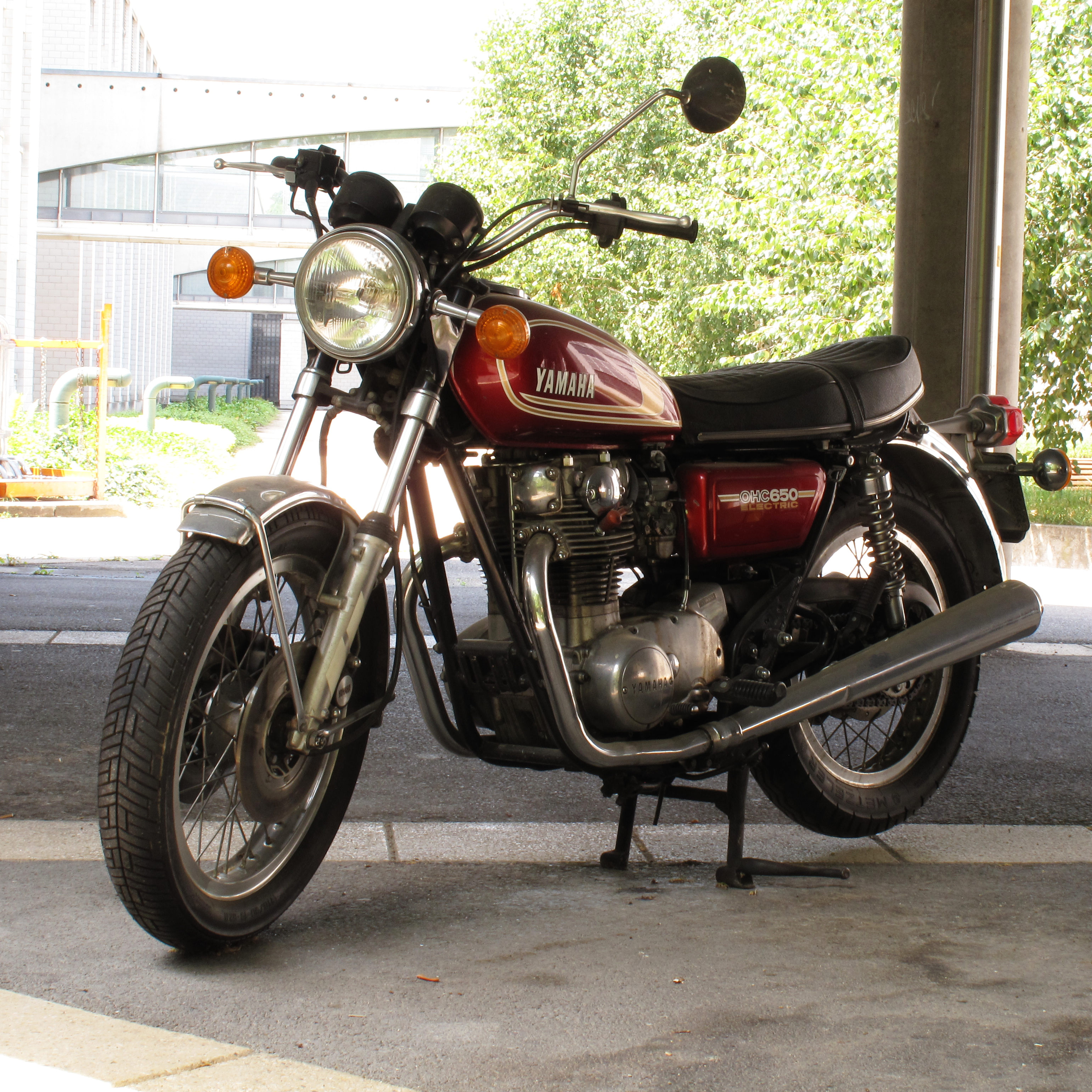
Yamaha XS 650
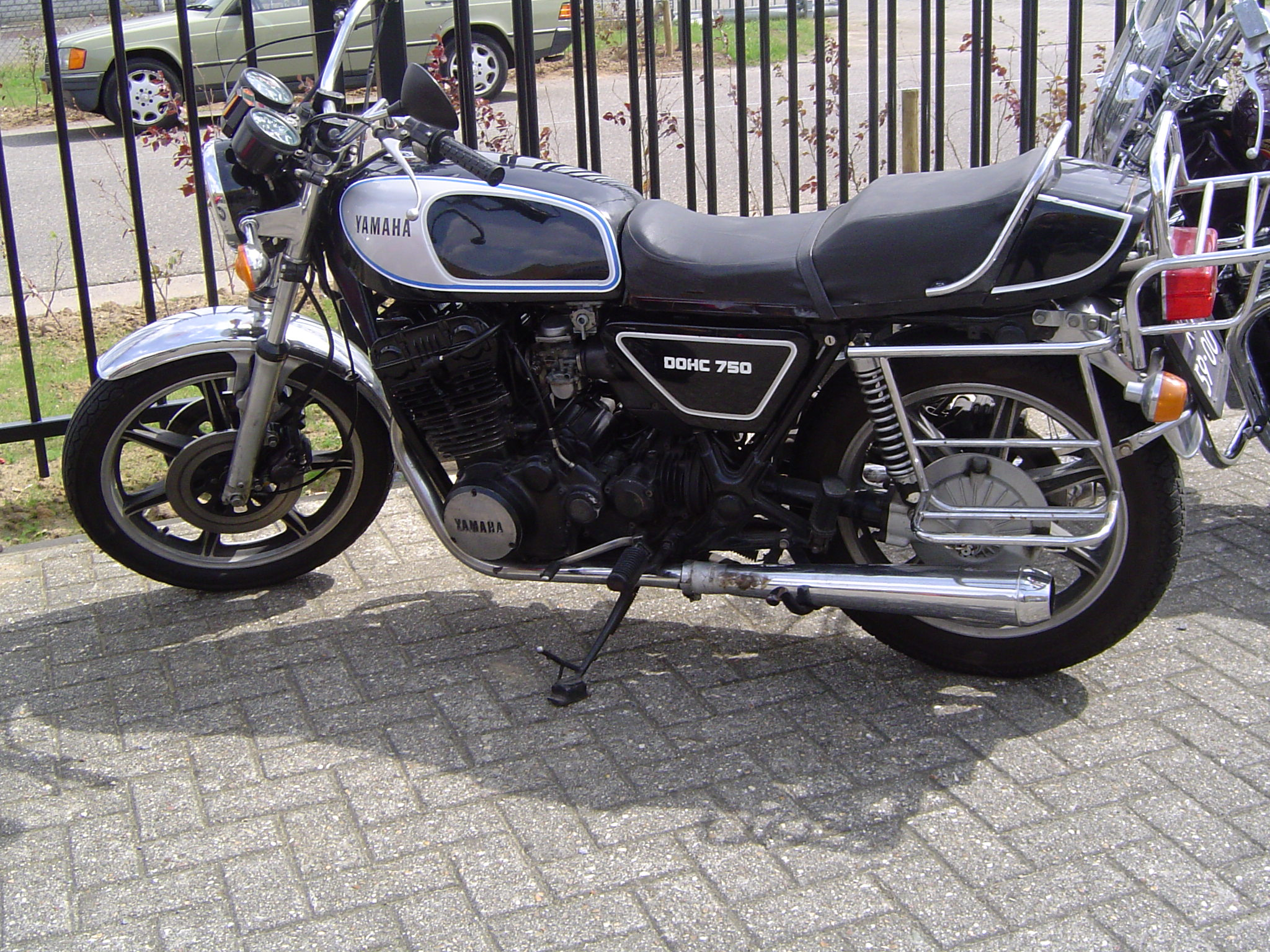
Yamaha XS 750
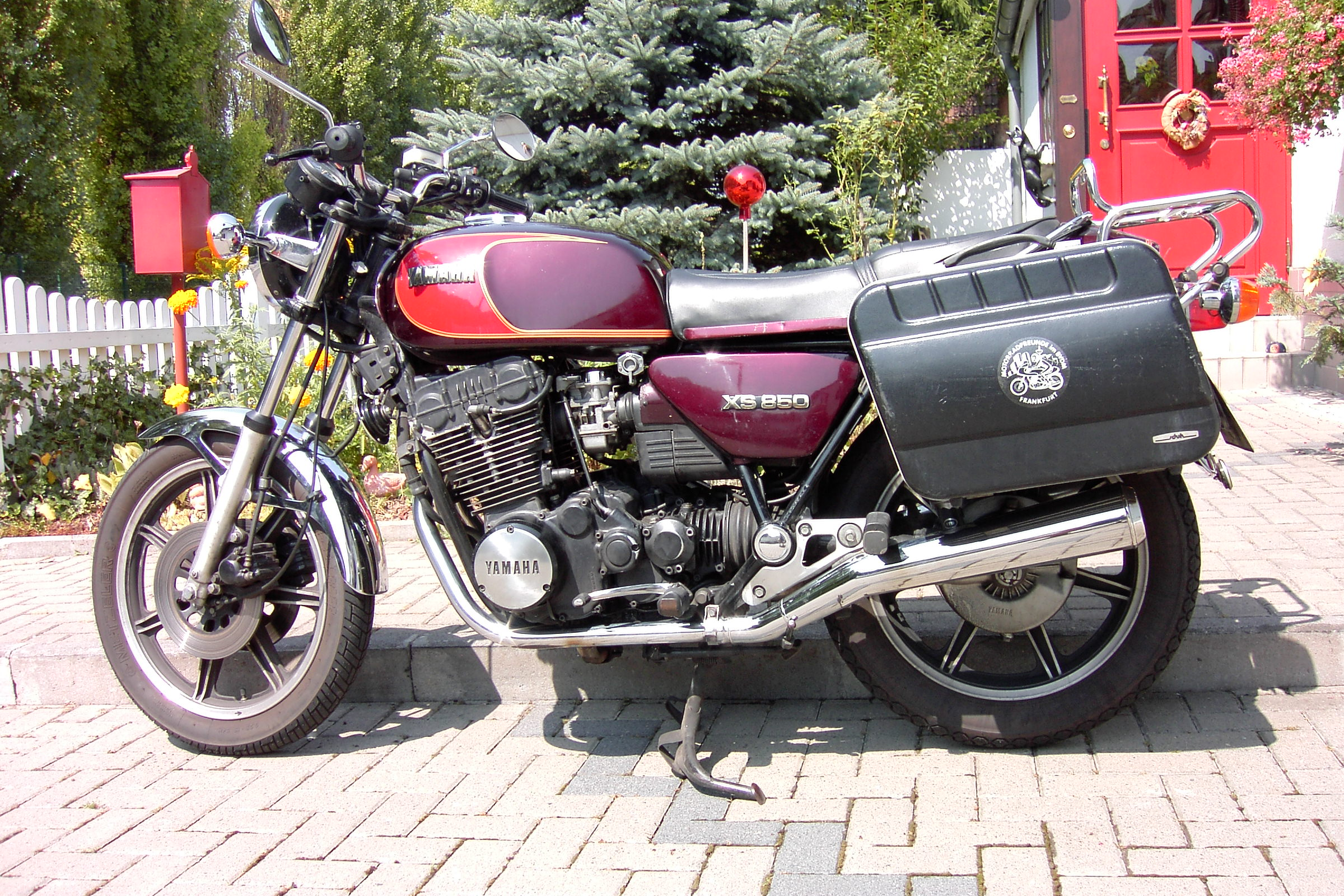
Yamaha XS 850
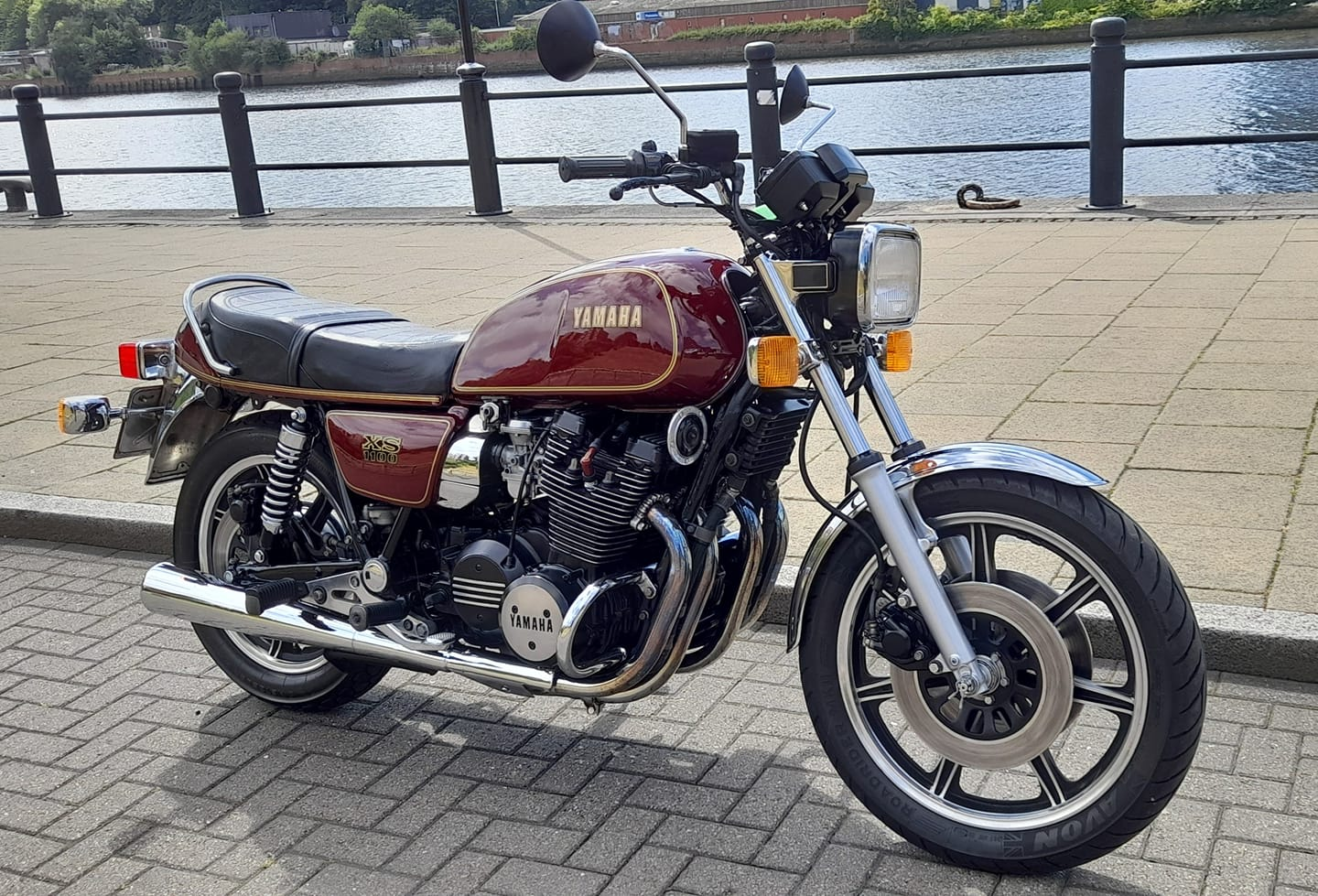
1978 Yamaha XS 1100 E (2H9)

## Motorvarianten
Alle Motoren dieser Modellreihe sind Viertaktmotoren in Reihenbauweise. Zunächst wurde mit der Baureihe XS 1 (später XS 2) ein Zweizylinder als gleichläufiger Parallel-Twin mit 650 cm³ und zwei Ventilen pro Zylinder und Kettenantrieb eingeführt. Alle nachfolgenden Modelle wurden entweder mit zwei oder vier Ventilen (XS/TX 500) pro Zylinder, einer oder zwei obenliegenden Nockenwellen und teilweise mit Ausgleichswellen ausgestattet. Die Modelle XS 250/360/400 und XS500 / TX 500 haben zwei Zylinder und Kettenantrieb. Die Modelle XS 750 und XS 850 haben jeweils drei Zylinder und Kardanantrieb. Die Yamaha XS 1100 war das hubraumstärkste Modell mit vier Zylindern und Kardanantrieb.
- XS 650 (1969–1984, 447 und 3L1, R2-Motor), die erste Motorradbaureihe mit Viertaktmotor von Yamaha, zu Beginn als XS 1 und XS 2
- XS 360 (1976–1977, R2-Motor)
- XS 250 (1977–1980, R2-Motor)
- XS 400 (1978–1990, R2-Motor)
- XS 500 (1973–1979, R2-Motor)
- XS 750 (R3-Motor)
- XS 850 (R3-Motor)
- XS 1100 (R4-Motor)